# The Knife (Band)
The Knife war ein musikalisches Duo aus Göteborg, Schweden, bestehend aus den beiden Geschwistern Karin Dreijer und Olof Dreijer, die auch ihre eigene Plattenfirma (Rabid Records) betreiben. Ihre Musik lässt sich als Mischung aus Electro, Techno und Avantgarde beschreiben. Bekannt wurden sie in Deutschland hauptsächlich durch den Club-Hit Pass This On.

## Geschichte
The Knife wollte nicht mit den Medien und der Mainstream-Musikszene zusammenarbeiten und zeigte sich selten in der Öffentlichkeit. Die meisten ihrer Promotionfotos zeigten die Mitglieder mit Masken. Lange Zeit gaben sie keine Livekonzerte.
Die Band gewann den schwedischen Musikpreis Grammis – ein schwedisches Gegenstück zu den Grammy Awards – als beste Popgruppe des Jahres 2003, jedoch boykottierten sie die Verleihung, indem sie zwei Repräsentanten der Guerrilla Girls als Gorillas verkleidet mit der Nummer 50 auf dem Kostüm zu der Veranstaltung schickten. Dies war als Protest gegen die männliche Dominanz innerhalb der Musikindustrie gedacht. Ihr Album Deep Cuts war ebenfalls für einen Grammis nominiert, als beste Platte des Jahres 2003, jedoch ging der Preis an die Cardigans.
José González coverte in seinem 2003 erschienenen Album Veneer den Song Heartbeats von The Knife. Dieser Coversong wurde Ende 2005 in der Color-Like-No-Other-Werbung von Sony verwendet, was The Knife zu größerer Bekanntheit verhalf. Im Januar 2007 gewann die Band sechs Grammies.
Die Single You Take My Breath Away entstand in Zusammenarbeit mit der schwedischen Sängerin Jenny Wilson.
2014 wurde die Band für das Album Shaking the Habitual mit dem Nordic Music Prize ausgezeichnet.
Am 22. August 2014 gaben The Knife in einem Interview ihre Auflösung nach der Shaken-Up-Tour durch Europa bekannt.

## Diskografie

### Alben
- The Knife (2001)
- Deep Cuts (2003)
- Hannah med H Soundtrack (2003)
- Silent Shout (2006, Vinyl 2021)
- Tomorrow, in a Year (2010)
- Shaking the Habitual (2013)
- Shaken-Up Versions (2014)
- Live at Terminal 5 (2017)

### Singles
- Afraid of You (2000)
- NY Hotel (2001)
- Got 2 Let U (2002)
- Nedsvärtning (2002)
- Heartbeats (2002)
- You Take My Breath Away (2003)
- Pass This On (2003)
- Handy-Man (2003)
- Silent Shout (2006)
- Marble House (2006)
- We Share Our Mothers’ Health (2006)
- Like a Pen (2006)

### Kollaborationen und Projekte
- Karin Dreijer war die Leadsängerin der Band Honey Is Cool
- Karin Dreijer ist Gastsängerin in dem Lied What Else Is There? von Röyksopp (2005)[4]
- The Knife produzierten Who’s That Girl? (Robyn) (2005)
- Olof Dreijer steuerte einen Remix von Me, I’m Not für das Album Y34RZ3R0R3M1X3D von Nine Inch Nails bei (2007)[5]
- Karin Dreijer ist Gastsängerin auf Vantage Point (dEUS) (2008)
- Karin Dreijer hat am 20. Februar 2009 das Debütalbum ihres Soloprojektes Fever Ray veröffentlicht, von dem If I Had A Heart als erste Single ausgekoppelt wurde[6]
- Karin Dreijer ist Gastsängerin bei den Titeln This Must Be It und Tricky Tricky auf Röyksopps Album JUNIOR (2009)[7]